# Jeremy Hall
Jeremy Hall est un joueur de soccer américain, international portoricain, né le 11 septembre 1988 à Tampa en Floride. Il évolue au poste de milieu de terrain avec les Rowdies de Tampa Bay en NASL et la sélection portoricaine.

## Biographie
En mai 2016, Jeremy Hall est appelé pour la première fois par équipe nationale de Porto Rico pour un match amical contre les États-Unis.

## Palmarès
vierge